# Third Division 1986-1987
La Third Division 1986-1987 è stato il 60º campionato inglese di calcio di terza divisione.

## Stagione

### Formula
A partire da questa stagione la Football League modificò i criteri di promozione e retrocessione con l'introduzione di play-off interdivisionali fra i tre club arrivati dietro alle compagini promosse direttamente e la rappresentante della divisione superiore posizionatasi in graduatoria appena sopra le retrocesse dirette. Il meccanismo che regolava la post-season della Third Division era il seguente:
- Semifinali:
  - 20ª classificata (Div. 2) - 5ª classificata
  - 3ª classificata - 4ª classificata

Doppio confronto con gare di andata e di ritorno, prima in casa per la squadra peggio piazzata in classifica o appartenente alla divisione inferiore. In caso di parità di gol nell'aggregato delle due sfide, veniva applicata la regola dei gol in trasferta, ma solo dopo i tempi supplementari.
- Finale:
  - Vincente semifinale 1 - Vincente semifinale 2

Doppio confronto con gare di andata e di ritorno, prima in casa per la squadra peggio piazzata in classifica o appartenente alla divisione inferiore. In caso di parità di gol nell'aggregato delle due sfide, si disputava il replay.
Allo stesso modo, anche la 21ª classificata era costretta a giocarsi la salvezza in un analogo play-off con i club della Fourth Division giunti dal 4ª al 6º posto.

## Squadre partecipanti
| Squadra          | Città                           | Stadio              | Stagione precedente                      |
| ---------------- | ------------------------------- | ------------------- | ---------------------------------------- |
| Blackpool        | Blackpool                       | Bloomfield Road     | 12º posto in Third Division              |
| Bolton Wanderers | Bolton                          | Burnden Park        | 18º posto in Third Division              |
| Bournemouth      | Bournemouth                     | Dean Court          | 15º posto in Third Division              |
| Brentford        | Londra (Hounslow)               | Griffin Park        | 10º posto in Third Division              |
| Bristol City     | Bristol                         | Ashton Gate         | 9º posto in Third Division               |
| Bristol Rovers   | Bristol                         | Twerton Park (Bath) | 16º posto in Third Division              |
| Bury             | Bury                            | Gigg Lane           | 20º posto in Third Division              |
| Carlisle United  | Carlisle                        | Brunton Park        | 20º posto in Second Division, retrocesso |
| Chester City     | Chester                         | Sealand Road        | 2º posto in Fourth Division, promosso    |
| Chesterfield     | Chesterfield                    | Saltergate          | 17º posto in Third Division              |
| Darlington       | Darlington                      | Feethams Ground     | 13º posto in Third Division              |
| Doncaster Rovers | Doncaster                       | Belle Vue           | 11º posto in Third Division              |
| Fulham           | Londra (Hammersmith and Fulham) | Craven Cottage      | 22º posto in Second Division, retrocesso |
| Gillingham       | Gillingham                      | Priestfield Stadium | 5º posto in Third Division               |
| Mansfield Town   | Mansfield                       | Field Mill          | 3º posto in Fourth Division, promosso    |
| Middlesbrough    | Middlesbrough                   | Ayresome Park       | 21º posto in Second Division, retrocesso |
| Newport County   | Newport                         | Somerton Park       | 19º posto in Third Division              |
| Notts County     | Nottingham                      | Meadow Lane         | 8º posto in Third Division               |
| Port Vale        | Stoke on Trent (Burslem)        | Vale Park           | 4º posto in Fourth Division, promosso    |
| Rotherham United | Rotherham                       | Millmoor            | 14º posto in Third Division              |
| Swindon Town     | Swindon                         | County Ground       | 1º posto in Fourth Division, promosso    |
| Walsall          | Walsall                         | Fellows Park        | 6º posto in Third Division               |
| Wigan Athletic   | Wigan                           | Springfield Park    | 4º posto in Third Division               |
| York City        | York                            | Bootham Crescent    | 7º posto in Third Division               |

## Classifica finale
|  | Pos. | Squadra        | Pt | G  | V  | N  | P  | GF | GS | DR  |
|  | ---- | -------------- | -- | -- | -- | -- | -- | -- | -- | --- |
|  | 1    | Bournemouth    | 97 | 46 | 29 | 10 | 7  | 76 | 40 | +36 |
|  | 2    | Middlesbrough  | 94 | 46 | 28 | 10 | 8  | 67 | 30 | +37 |
|  | 3    | Swindon Town   | 87 | 46 | 25 | 12 | 9  | 77 | 47 | +30 |
|  | 4    | Wigan          | 85 | 46 | 25 | 10 | 11 | 83 | 60 | +23 |
|  | 5    | Gillingham     | 78 | 46 | 23 | 9  | 14 | 65 | 48 | +17 |
|  | 6    | Bristol City   | 77 | 46 | 21 | 14 | 11 | 63 | 36 | +27 |
|  | 7    | Notts County   | 76 | 46 | 21 | 13 | 12 | 77 | 56 | +21 |
|  | 8    | Walsall        | 75 | 46 | 22 | 9  | 15 | 80 | 67 | +13 |
|  | 9    | Blackpool      | 64 | 46 | 16 | 16 | 14 | 74 | 59 | +15 |
|  | 10   | Mansfield Town | 61 | 46 | 15 | 16 | 15 | 52 | 55 | –3  |
|  | 11   | Brentford      | 60 | 46 | 15 | 15 | 16 | 64 | 66 | –2  |
|  | 12   | Port Vale      | 57 | 46 | 15 | 12 | 19 | 76 | 70 | +6  |
|  | 13   | Doncaster      | 57 | 46 | 14 | 15 | 17 | 56 | 62 | –6  |
|  | 14   | Rotherham Utd  | 57 | 46 | 15 | 12 | 19 | 48 | 57 | –9  |
|  | 15   | Chester City   | 56 | 46 | 13 | 17 | 16 | 61 | 59 | +2  |
|  | 16   | Bury           | 55 | 46 | 14 | 13 | 19 | 54 | 60 | –6  |
|  | 17   | Chesterfield   | 54 | 46 | 13 | 15 | 18 | 56 | 69 | –13 |
|  | 18   | Fulham         | 53 | 46 | 12 | 17 | 17 | 59 | 77 | –18 |
|  | 19   | Bristol Rovers | 51 | 46 | 13 | 12 | 21 | 49 | 75 | –26 |
|  | 20   | York City      | 49 | 46 | 12 | 13 | 21 | 55 | 79 | –24 |
|  | 21   | Bolton         | 45 | 46 | 10 | 15 | 21 | 46 | 58 | –12 |
|  | 22   | Carlisle Utd   | 38 | 46 | 10 | 8  | 28 | 39 | 78 | –39 |
|  | 23   | Darlington     | 37 | 46 | 7  | 16 | 23 | 45 | 77 | –32 |
|  | 24   | Newport County | 37 | 46 | 8  | 13 | 25 | 49 | 86 | –37 |

Legenda:
      Promosso in Second Division 1987-1988.
  Ammesso ai play-off interdivisionali.
      Retrocesso in Fourth Division 1987-1988.
Regolamento:
Tre punti a vittoria, uno a pareggio, zero a sconfitta.
In caso di arrivo di due o più squadre a pari punti, la graduatoria verrà stilata secondo i seguenti criteri:
- differenza reti
- maggior numero di gol segnati

Note:
Bolton Wanderers retrocesso dopo aver perso la semifinale dei play-off interdivisionali con l'Aldershot.

## Spareggi

### Play-off interdivisionale

#### Tabellone
|  | Semifinali | Semifinali         | Semifinali | Semifinali | Semifinali |  |  | Finale | Finale       | Finale | Finale | Finale |  |
|  |            |                    |            |            |            |  |  |        |              |        |        |        |  |
|  | 5°         | Gillingham         | 3          | 3          | 6          |  |  |        |              |        |        |        |  |
|  | 20°        | Sunderland (Div.2) | 2          | 4          | 6          |  |  | 5°     | Gillingham   | 1      | 1      | 2      |  |
|  | 4°         | Wigan              | 2          | 0          | 2          |  |  | 3°     | Swindon Town | 0      | 2      | 2      |  |
|  | 3°         | Swindon Town       | 3          | 0          | 3          |  |  |        |              |        |        |        |  |

#### Semifinali
|              | Risultati    |              | Luogo e data               |
| ------------ | ------------ | ------------ | -------------------------- |
| Gillingham   | 3-2          | Sunderland   | Gillingham, 14 maggio 1987 |
| Sunderland   | 4-3 (d.t.s.) | Gillingham   | Sunderland, 17 maggio 1987 |
|              |              |              |                            |
| Wigan        | 2-3          | Swindon Town | Wigan, 14 maggio 1987      |
| Swindon Town | 0-0          | Wigan        | Swindon, 17 maggio 1987    |
|              |              |              |                            |

#### Finali
|              | Risultati    |              | Luogo e data               |
| ------------ | ------------ | ------------ | -------------------------- |
| Gillingham   | 1-0          | Swindon Town | Gillingham, 22 maggio 1987 |
| Swindon Town | 2-1 (d.t.s.) | Gillingham   | Swindon, 25 maggio 1987    |
|              |              |              |                            |

#### Replay
|              | Risultati |            | Luogo e data                           |
| ------------ | --------- | ---------- | -------------------------------------- |
| Swindon Town | 2-0       | Gillingham | Londra (Selhurst Park), 29 maggio 1987 |
|              |           |            |                                        |